# 영가현각
영가현각(永嘉玄覺, 665~713) 또는 현각(玄覺)은 중국 당나라의 승려이다.
천태지관(天台止觀)으로 혼자 암자에서 선을 수행한 상태에서, 남종선의 6조대사인 혜능과 대화 1번으로 깨달음을 인가받고 하산한 일숙각 일화가 유명하다.
중국 절강성 영가현 출신으로, 본성은 대(戴), 자는 명도이다. 호는 일숙각, 시호는 무상 대사, 진각 대사이다.

## 일생
중국 당나라시대에 원저우(溫州) 융자(永嘉)현에서 태어났다. 8세에 출가해서도 어머니와 누나를 봉양할 정도로 효심이 깊었다.
배우지 않은 것을 알 정도로 총명했다. 삼장(경율론)을 두루 탐구하였고, 천태지관(天台止觀)과 <유마경>으로 수행하여 높은 경지를 얻었다. 주로 용흥사에 머물렀다.
스승없이 깊은 암자에서 홀로 선관을 수행하였는데, 도반 현책(玄策)이 선을 홀로 닦으면 안된다고 하여 남종선의 6조대사인 혜능을 찾아가 제자가 되었다.
6조 혜능을 만난 일화가 일숙각(一宿覺)이다. 후에, 용흥사 별원에서 사망하였다.

## 일화

### 일숙각(一宿覺): 하룻밤을 쉬고 깨달음을 얻다
6조 혜능이 머무는 조계산 보림사로 영가현각이 찾아갔을 때이다. 영가현각은 법당에 주장자(스님들이 쓰는 크고 긴 나무 막대기)와 병을 들고 들어가서, 마침 법당에 있던 혜능을 3번 돌았다.
혜능이 왜 이렇게 아만을 부리느냐고 말하자, 영가현각은 생사(태어남과 죽음)가 중대하고 무상이 신속하기 때문이라고 했다. 혜능이 그럼 어찌하여 태어남과 죽음을 체득하여, 신속 없는 도리를 요달치 않느냐고 했다.
그러자 영가현각은 체득한다면 태어남과 죽음이 없고, 요달은 본래 신속도 없다고 했다. 혜능이 참으로 그렇다고 하자, 주위에 있던 대중(사람들)이 놀랐다.
그제서야 영가현각은 예의를 갖춰 혜능에게 절하고 하직을 고했다. 혜능이 너무 빠르지 않느냐고 하자, 영가현각은 본래 움직이지 않았는데 빠를 것이 있냐고 했다.
혜능은 누가 움직이지 않음을 알았냐고 물었다. 영가현각은 스승님이 분별심을 내었다고 했다. 혜능이 무생(無生)의 뜻을 매우 잘 터득했다고 했다. 영가현각은 무생이라면 어찌 뜻이 있겠냐고 했다.
혜능은 뜻이 없다면 누가 분별하느냐고 물었다. 영가현각은 분별하는 것도 뜻이 아니라고 했다. 혜능은 좋은 말이라고 칭찬하며, 하룻밤을 쉬어가라고 말했다. 이후, 사람들은 영가현각을 일숙각(一宿覺)이라고 불렀다.

## 저서

### 《증도가》(證道歌)
《증도가》(證道歌)는 깨달음을 증득한 증도의 노래이다.
진리도 구하지 않고 거짓도 끊지 않나니
두 법이 공하여 모양 없음을 분명히 아네
모양도 없고 공도 없고 공 아님도 없음이여
이것이 곧 여래의 진실한 모습이로다

### 《선종영가집》(禪宗永嘉集)
《선종영가집》(禪宗永嘉集)은 영가현각이 혜안으로 사람들을 선으로 안내하는 책이다. 당나라 감찰관 위정(魏靜)이 서문을 쓰고 편찬했다. 조선시대 간경도감에서도 이를 언해본(한글본)으로 간행했다.

### 내용
- 도(道)에 대한 사무침
- 교만과 사치를 떠남
- 사마타(선정)와 비파사나(통찰) 수행
- 중도의 실천
- 사(事)와 리(理)가 둘이 아님
- 친구에게 진속불이(眞俗不二)를 말함
- 서원을 발함영가현각이 혜안으로 사람들을 선으로 안내하는 책이다. 당나라 감찰관 위정(魏靜)이 서문을 쓰고 편찬했다. 조선시대 간경도감에서도 이를 언해본(한글본)으로 간행했다.[14]

### 발원문
성품과 행동이 유연해서
 남의 과오를 찾지 않고
나의 선을 입에 올리지 않을 지이다.

중생들과 다투지 않고
 원수와 친구를 평등하게 대하며
 분별을 일으키지 않을지이다.

애증을 일으키지 않고
 남의 물건을 바라지 않으며
나의 재물에 인색하지 않고
 남의 것 침범을 즐기지 않을지이다.

항상 질박함과 정직함을 생각하여 
마음이 급해지지 않고
 항상 겸손하게 낮추는 것을 좋아할지이다.

입에는 나쁜 말이 없고
 몸에는 나쁜 행위가 없으며
 마음에는 아첨으로 왜곡함이 없어
 삼업이 청정하여 있는 곳마다 편안하고
 모든 장애나 어려움이 없을지이다.

## 같이 보기
- 선종
- 혜능
- 증도가

## 참고 문헌
- 이 문서에는 다음커뮤니케이션(현 카카오)에서 GFDL 또는 CC-SA 라이선스로 배포한 글로벌 세계대백과사전의 내용을 기초로 작성된 글이 포함되어 있습니다.